# Ulrich Fickel
Ulrich Fickel (* 18. April 1941 in Mühlhausen; † 18. Dezember 2023) war ein deutscher Politiker (LDPD, später FDP).

## Leben und Beruf
Nach dem Besuch der Erweiterten Oberschule absolvierte Fickel ein Hochschulstudium, das er mit der Prüfung zum Diplom-Fachlehrer und mit der Promotion zum Dr. rer. nat. beendete. Anschließend arbeitete er als Lehrerausbilder an der Pädagogischen Hochschule Erfurt/Mühlhausen, von der er 1985 auch den akademischen Grad eines »Doktors der Wissenschaften« (Dr. sc.) verliehen bekam, nachdem er die DDR-typische akademische Qualifizierungsform einer Promotion B als Vorstufe der Lehrbefähigung durchlaufen hatte. Er starb am 18. Dezember 2023 im Alter von 82 Jahren.

## Partei
Fickel trat 1966 in die LDPD ein und war von 1981 bis 1989 Kreisvorsitzender seiner Partei in Mühlhausen. Nach der politischen Wende in der DDR ging die LDPD in der FDP auf; Fickel wurde zum stellvertretenden Landesvorsitzenden der FDP Thüringen gewählt. Von 1997 bis 2013 war er Mitglied des Kuratoriums der Friedrich-Naumann-Stiftung für die Freiheit.

## Abgeordneter
Bei der ersten Landtagswahl im wieder errichteten Land Thüringen am 14. Oktober 1990 wurde Ulrich Fickel auf Platz 3 der Landesliste der Thüringer FDP in das Landesparlament gewählt und war vom 25. Oktober 1990 bis zum 9. November 1994 Mitglied des Thüringer Landtages.

## Minister
Fickel wurde am 8. November 1990 als Minister für Wissenschaft und Kunst in die von Ministerpräsident Josef Duchač geführte Landesregierung des Freistaates Thüringen berufen und gehörte auch der von Ministerpräsident Bernhard Vogel geleiteten Nachfolgerregierung an; zugleich bekleidete er das Amt des stellvertretenden Ministerpräsidenten. Nachdem die FDP bei den Landtagswahlen 1994 den erneuten Einzug in den Landtag verfehlt hatte, schied Fickel am 30. November 1994 aus der Regierung aus und wurde als Wissenschaftsminister von Gerd Schuchardt abgelöst. Anschließend zog er sich aus der aktiven Politik zurück.